# Elie Rustom
Pour les articles homonymes, voir Rustom.
Elie Rustom, né le 2 mai 1987, au Liban, est un joueur libanais de basket-ball. Il évolue aux postes d'arrière et d'ailier.